# Джост, Колин
Колин Келли Джост (род. 29 июня 1982) — американский комик
, актёр и сценарист. Он был сценаристом программы Saturday Night Live с 2005 года и соавтором Weekend Update с 2014 года. Он также был одним из соавторов сценария шоу с 2012 по 2015 год, в 2017 году вновь стал одним из главных сценаристов шоу.

## Ранние годы
Колин родился и вырос в районе Гримс-Хилл на Статен-Айленде, штат Нью-Йорк, был старшим из двух детей. Его мать, Керри Дж. Келли, была главным врачом Пожарного департамента Нью-Йорка, а его отец, Дэниел А. Джост, в прошлом преподавал в Технической школе Статен-Айленда. Выросший католиком, он учился в Средней школе Реджиса на Манхэттене и был редактором школьной газеты. Он учился в Гарвардском университете и проходил специализацию по истории и литературе, уделяя особое внимание русской и британской литературе, и в 2004 году получил диплом с отличием. Во время учёбы в Гарварде он был президентом студенческого юмористического журнала и общественной организации The Harvard Lampoon.

## Карьера
Во время учёбы в Гарварде Джост выиграл 5250 долларов в американском игровом шоу «Слабое звено». После окончания университета он работал репортером и редактором в Staten Island Advance. Затем его наняли в качестве сценариста для недолговечного анимационного шоу Nickelodeon «Каппа Майки». Покинув шоу, в 2005 году он стал сценаристом на канале NBC на передаче Saturday Night Live.
С 2012 по 2015 год Джост был соавтором сценария Saturday Night Live, в 2017 году вновь занял эту должность. Он часто сотрудничает с другим соавтором Saturday Night Live Робом Кляйном. Во время летнего перерыва после сезона 2012—2013 годов исполнительный продюсер Лорн Майклз предложил Джосту стать ведущим скетча Weekend Update, поскольку один из ведущих, Сет Майерс стал ведущим передачи «Поздней ночью с Сетом Майерсом». Джост согласился и заменил Майерса в эпизоде от 1 марта 2014 года.
Он выступал в качестве стендап-комика, появляясь в ток-шоу «Вечер с Джимми Фэллоном», TBS и HBO. Его выбрали «новым лицом» фестиваля Just for Laughs в Монреале в 2009 году и с тех пор выступал на фестивале Just for Laughs в Чикаго в 2011 и 2012 годах и фестивале в Монреале в 2010 и 2012 годах. Сыграл второстепенную роль Пола в «В активном поиске» в 2016 году.
На телевизионной рестлинг-программе от WWE WWE Raw он принимал участие в качестве специального корреспондента. В июле 2020 года Джост выпустил мемуары под названием «Очень удачное лицо: воспоминания» (A Very Punchable Face: A Memoir). Книга была хорошо принята и вошла в список бестселлеров New York Times.

## Личная жизнь
Джост начал отношения с актрисой Скарлетт Йоханссон в мае 2017 года. В мае 2019 года Джост и Йоханссон обручились. Они поженились в октябре 2020 года. В августе 2021 года у супругов родился сын, которого назвали Космо.